# Bunkobon

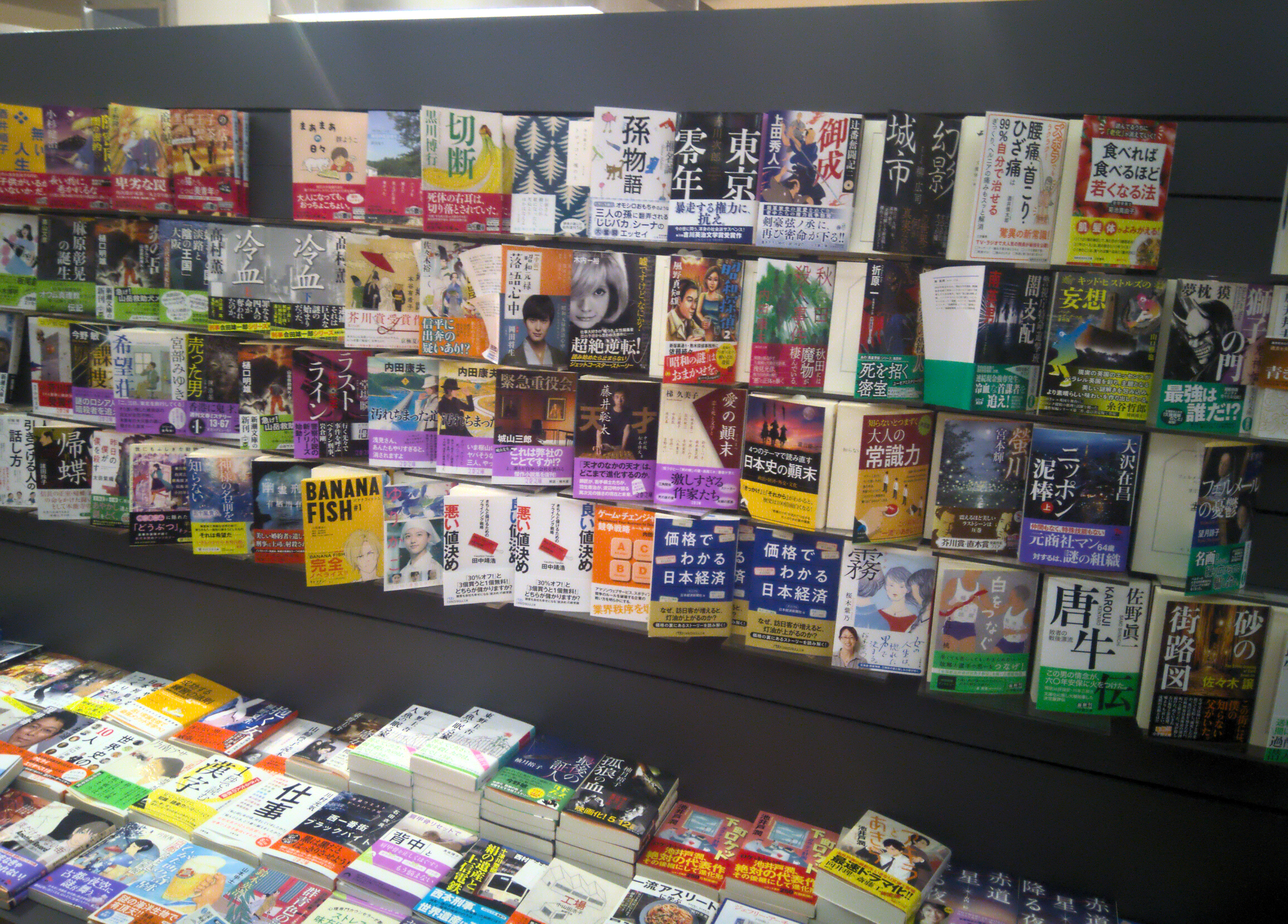
Knihy ve formátu bunkobon v knihkupectví

Bunkobon (japonsky 文庫本) je malý brožovaný knižní formát navržený pro cenovou dostupnost a skladnost.
Knihy ve formátu bunkobon se vyskytují převážně ve velikosti A6 (105×148 mm). Ve většině případů mají papírový přebal; v některých případech obsahují ilustrace. Obvykle je formát užíván pro levnější edice knih, které již byly vydány v pevné vazbě, ačkoli některé knihy jsou publikovány pouze ve formátu bunkobon. Jedná se o jistou obdobu brožovaných knih určených pro masový trh, s tím rozdílem, že pro bunkobon je používán kvalitnější papír a odolnější vazba.
Bunkobon se začal těšit oblibě během 20. let 20. století v návaznosti na vývoj tiskařské technologie, díky které bylo nyní možné hromadně a levně produkovat knihy a časopisy. Jeho podoba vychází z formátu Universal-Bibliothek německého nakladatelství Reclam.